# Edificio Balmori (Colonia Roma)

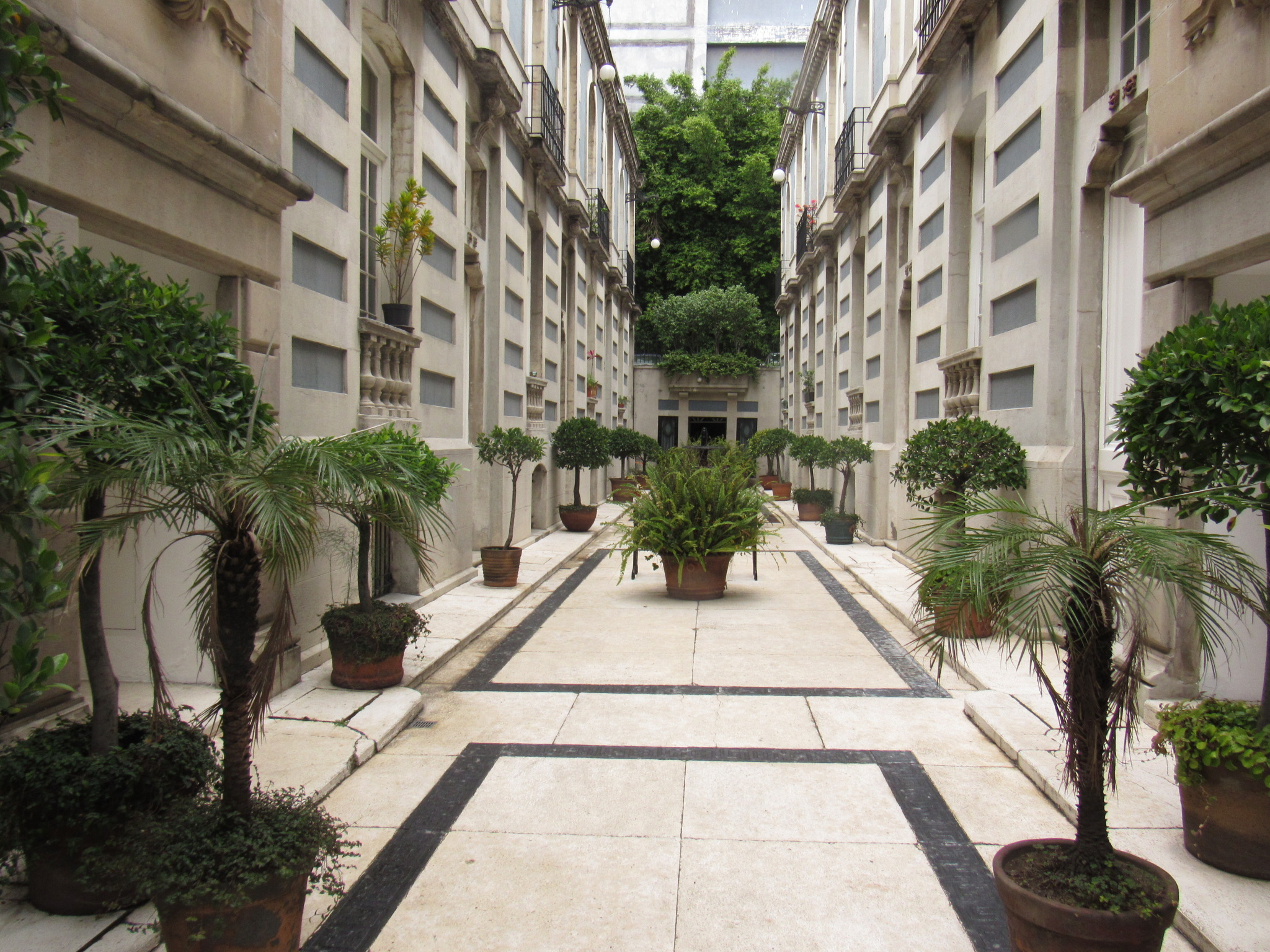
Patio del edificio

El edificio Balmori fue construido en 1922 por el Ingeniero Ignacio Capetillo y Servín. Está ubicado en la calle Orizaba, número 102, esquina Av. Álvaro Obregón en la Colonia Roma, Ciudad de México. Es una de las construcciones más representativas de esta colonia.

## Características
La estructura del edificio Balmori está fabricada principalmente con cantera. Desde su construcción el Edificio Balmori ha tenido fines habitacionales y comerciales. Desde mediados del siglo XX, cuando fue construido, y hasta la actualidad es una de los inmuebles más lujosos y para personas con mayor nivel adquisitivo de la Ciudad de México.
Gran parte de los edificios construidos en la Colonia Roma basan su estilo en el eclecticismo arquitectónico, que permite la creatividad y libertad compositiva. Su intención es integrar diferentes estilos históricos. El Edificio Balmori fue construido siguiendo un patrón afrancesado clásico y ecléctico, con algunos elementos art nouveau. Asimismo, la Colonia Roma cuenta con ejemplos de arquitectura de la Belle Époque, Art Nouveau e incluso Art decó. La combinación de los estilos arquitectónicos ha originado una apariencia neocolonial en los alrededores de la Colonia Roma como se puede apreciar en este edificio, en las calles y andadores aledaños.

## Remodelación
El Instituto Nacional de Bellas Artes (INBA)  se encarga de registrar y revisar peticiones para reconstruir, remodelar o demoler casas y edificios.  En algún momento, por el estado físico del edificio tras sismos e inclemencias climáticas, así como el paso del tiempo, la construcción había comenzado a ser demolida, por lo que en junio de 1989 el edificio fue tomado por un grupo de artistas contemporáneos que intervinieron las ventanas y puertas previamente tapiadas, la toma ocasionó un gran impacto mediático y atrajo la atención pública hacia la conservación del edificio, lo que a la postre lo salvó de la demolición. En 1990 se puso en marcha un proyecto de restauración y remodelación a cargo de los arquitectos Enrique de Landa, Juan Pablo Suberbie y Alejandro López con fin de preservar el edificio.

## Actualidad
En la planta baja del edificio Balmori están instalados comercios, galerías y boutiques. El área habitacional está conformada por casas y departamentos de dos pisos de gran lujo. El patio del edificio es reconocido y nombrado popularmente por la fuente que lo adorna en el centro. Anteriormente, el edificio contaba con un cine en su interior, llamado Cine Balmori, construido en 1928 e inaugurado el 12 de septiembre de 1930; daba alojamiento a 1878 espectadores y contaba con un lunetario, anfiteatro y palcos.  Con la remodelación del edificio Balmori, el cine se demolió y ahora el espacio que ocupaba está destinado al estacionamiento del complejo habitacional. 